# 哈爾瓦山
15°31′07″S 72°11′32″W / 15.51861°S 72.19222°W

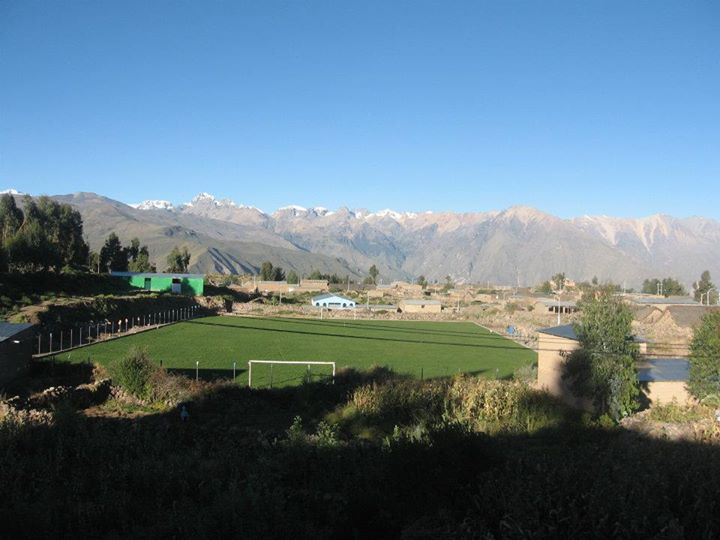

哈爾瓦山（Qallwa），是秘魯的山峰，位於該國南部阿雷基帕大區，由阿約區、查查斯區和喬科區負責管轄，屬於安地斯山脈的一部分，海拔高度5,145米。